# Samir Ujkani
Samir Ujkani (* 5. Juli 1988 in Vučitrn, SFR Jugoslawien, heute Kosovo) ist ein ehemaliger albanisch-kosovarischer Fußballspieler. Er spielte auf der Position des Torwarts.

## Vereinskarriere
Seine Eltern verließen in den 1980er-Jahren Vučitrn und so wuchs Ujkani in Belgien auf. Zuerst spielte er in den unteren Mannschaften von RSC Anderlecht und wurde sogar mit der U-19 Belgischer Meister. Dort entdeckten ihn auch Scouts der US Palermo, die ihn bald verpflichteten. Bei den Sizilianern besitzt er einen Fünfjahresvertrag bis 2012. Ujkani war zu Beginn der Saison 2008/09 hinter Marco Amelia und Alberto Fontana dritter Torhüter, wurde aber nach der Zurückstufung von Fontana zweiter Torhüter und kam am 26. April 2009 bei einer 0:3-Niederlage gegen den AC Mailand per Einwechslung zu seinem Serie-A-Debüt. Zur Saison 2009/10 wurde er zu Novara Calcio verliehen, um Spielpraxis zu sammeln. Zum Saisonende stieg er mit dem Verein in die Serie B auf. Die Leihfrist wurde im Juli 2010 um eine weitere Saison verlängert. Zur Saison 2012/13 kehrte Ujkani nach Palermo zurück. Ab 2015 wechselte er zum CFC Genua und wurde, nachdem er nicht zum Einsatz kam, im Winter in die zweite Liga zu US Latina verliehen, wo er Stammtorhüter wurde.
Im Sommer 2016 wechselte er erneut auf Leihbasis, diesmal zur AC Pisa. Nach seiner Leihsaison bei AC Pisa, ging es für ihn zu US Cremonese. Zur Saison 2018/19 wechselte Ujkani in die Süper Lig zum Aufsteiger Çaykur Rizespor. Hier bestritt er in der Hinrunde nur ein einziges Spiel auswärts gegen Trabzonspor, wo er bei der 1:4-Niederlage in der Halbzeit für den verletzten Gökhan Akkan eingewechselt wurde. Ab der Winterpause spielte er dann nur noch in der 2. Mannschaft des Vereins.
Nachdem sein Vertrag in der folgenden Sommerpause aufgelöst worden war, schloss er sich am 2. September 2019 dem FC Turin an und fungiert dort als Ersatztorhüter für Salvatore Sirigu.

## Nationalmannschaft
Samir Ujkani bekam eine Einladung, sowohl von der U-21-Auswahl Belgiens, als auch von der Albaniens und entschied sich für Albanien. Sein erstes U-21-Länderspiel bestritt er gegen Italien, welches mit einer 0:4-Niederlage endete. Ujkani, der in Albanien als großes Torhütertalent gilt, wurde zum WM-Qualifikationsspiel gegen Ungarn am 11. Oktober 2008 erstmals in die A-Nationalmannschaft Albaniens berufen. Zu seinem Länderspieldebüt kam Ujkani am 10. Juni 2009 in einem Freundschaftsspiel gegen Georgien, in den folgenden Monaten stand er in der Qualifikation zur Weltmeisterschaft 2010 in den Partien gegen Dänemark (1:1) und Schweden (1:4) im Tor. Nachdem er seinen Stammplatz an Etrit Berisha verloren hatte, entschied er sich künftig für die Kosovarische Fußballauswahl zu spielen.

## Erfolge
- Italienischer Serie-B-Meister: 2013/14